# Brunsvigien
Die Brunsvigien (Brunsvigia) sind eine Pflanzengattung in der Familie der Amaryllisgewächse (Amaryllidaceae). Die etwa 21 Arten sind im südlichen Afrika verbreitet. 

## Beschreibung

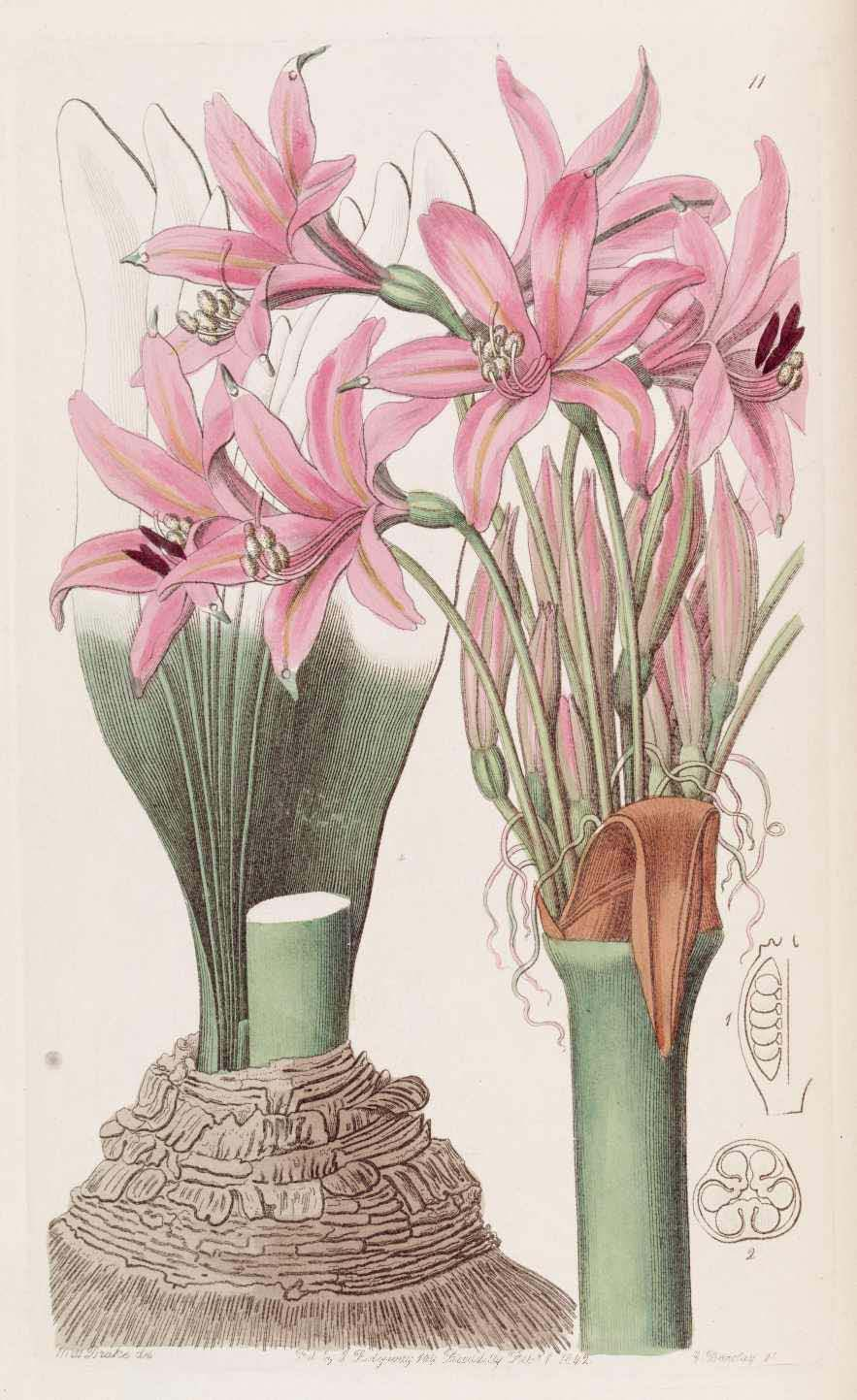
Illustration von Brunsvigia grandiflora

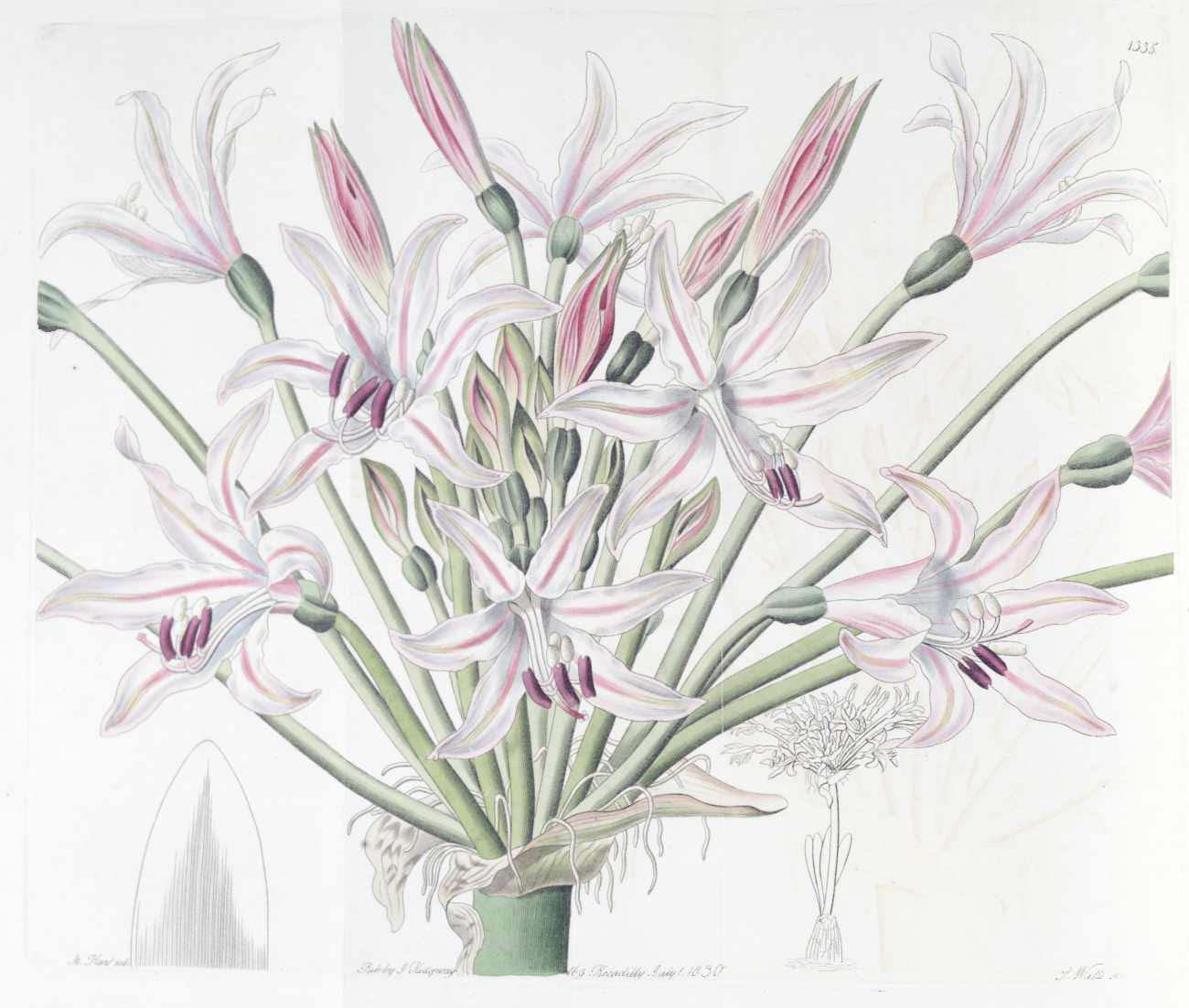
Illustration von Brunsvigia grandiflora; der Aufbau des Blütenstandes mit den Tragblättern und den gestielten Blüten ist gut dargestellt.

### Erscheinungsbild und Laubblätter
Brunsvigia-Arten sind ausdauernde krautige Pflanzen. Diese Geophyten weisen in der Trockenzeit keine grünen Laubblätter auf. Bei Pflanzen an Naturstandorten mit Winterregenzeit treiben die Blätter erst nach dem Abblühen; an den Standorten mit Sommerregenzeit überschneiden sich die Zeiten des Blatt- und Blütenstandswachstums. Sie bilden meist unterirdische Zwiebeln als Überdauerungsorgane; bei Brunsvigia herrei und Brunsvigia josephinae sind sie halb oberirdisch. Die Zwiebelhülle ist meist lohfarben und spröde, bei den Arten Brunsvigia josephinae und Brunsvigia litoralis dagegen papierartig und braun.
An ausgewachsenen Pflanzen sind die grundständigen und mehr oder weniger zweizeilig angeordneten Laubblätter länglich bis zungenförmig und breit. Die Arten mit kleinen Zwiebeln (Brunsvigia comptonii, Brunsvigia namaquana und Brunsvigia radula) bilden nur zwei bis drei Laubblätter pro Pflanze aus, die meisten anderen Arten besitzen vier oder mehr Laubblätter. Die größte Zahl an Laubblättern findet sich mit etwa 20 bei Brunsvigia josephinae. Bei den meisten Arten liegen die Blätter flach und schmiegen sich am Boden an. Nur bei den Arten Brunsvigia grandiflora, Brunsvigia herrei, Brunsvigia josephinae, Brunsvigia litoralis und Brunsvigia undulata stehen die Blätter deutlich vom Boden ab. Bei den meisten Arten sind die Blattoberflächen glatt und unbehaart. Bei den beiden in Namaqualand heimischen Arten Brunsvigia namaquana und Brunsvigia radula sind sie dagegen strohfarben, borstig behaart; bei einigen Populationen der Art Brunsvigia striata sind sie weich behaart.

### Blütenstände und Blüten
Die Blütezeit liegt im südlichen Afrika je nach Art in ganz unterschiedlichen Teilen des Jahres. Die Blütenstände sind sehr auffällig. Bei den meisten Arten stehen die Blütenstiele der Einzelblüten gerade radial nach außen ab und formen so zusammen einen kugeligen Blütenstand. Bei den Arten Brunsvigia josephinae, Brunsvigia litoralis und Brunsvigia orientalis sind die Blütenstiele dagegen gebogen, und bei den drei Arten Brunsvigia elandsmontana, Brunsvigia marginata und Brunsvigia pulchra sind die Blütenstände kompakt und bürstenförmig. Die Einzelblüten sind meist rubinrot bis scharlachrot (Arten Brunsvigia josephinae, Brunsvigia litoralis, Brunsvigia marginata und Brunsvigia orientalis) oder blassrosa bis kräftig rosa. Bei manchen Arten ist der ganze Blütenstand auffällig gefärbt. Ein charakteristisches Merkmal für die Arten Brunsvigia bosmaniae und Brunsvigia gregaria ist die dunkle Nervatur auf den Tepalen.
Die zwittrigen Blüten sind dreizählig. Je Blüte sind sechs Blütenhüllblätter vorhanden, die frei stehen oder zu einer kurzen Röhre teilverwachsen sind. Bei den Arten mit dichten, kompakten Blütenständen sind die Einzelblüten meist radiärsymmetrisch und trompetenförmig, bei den Arten mit lockeren, offenen Blütenständen überwiegen zygomorphe Blüten. Die Blüten der Arten Brunsvigia comptonii, Brunsvigia  namaquana und Brunsvigia radula sind davon abweichend stark asymmetrisch, da alle Blütenhüllblätter bis auf eines nach oben gekrümmt sind. Bei allen Brunsvigia-Arten produzieren die Blüten Nektar; bei vielen Arten duften sie auch.

### Früchte und Samen
In spindelförmigen oder dreikantigen, oft stark gerippten Kapselfrüchten sind die wasserhaltigen, nicht ruhenden Samen enthalten. 

## Vorkommen
Die etwa 21 Brunsvigia-Arten sind im südlichen Afrika weitverbreitet. Überwiegend kommen sie an semiariden Standorten vor. Mehr als die Hälfte der Arten ist in Regionen mit Regenzeit im Winter heimisch, einige Arten kommen in Regionen mit sommerlicher Regenzeit (Gegend um die Drakensberge und KwaZulu-Natal) vor. Das Verbreitungsgebiet reicht von den Küsten bis zu den Gebirgen im Inneren des Kontinentes. Einige Arten gedeihen an besonderen Standorten auf besonderen Substraten auf Quarzit-Adern, Dolomit-Aufschlüssen, Muschelbänken und Sandflächen. Nur wenige Arten gedeihen in saisonal feuchten Vertiefungen, hauptsächlich im östlichen Sommerregengebiet. Einige Arten besitzen ein weites Verbreitungsgebiet, aber einige Arten (Brunsvigia elandsmontana, Brunsvigia herrei, Brunsvigia namaquana, Brunsvigia pulchra, Brunsvigia radula, Brunsvigia striata und Brunsvigia undulata) sind natürlicherweise selten.

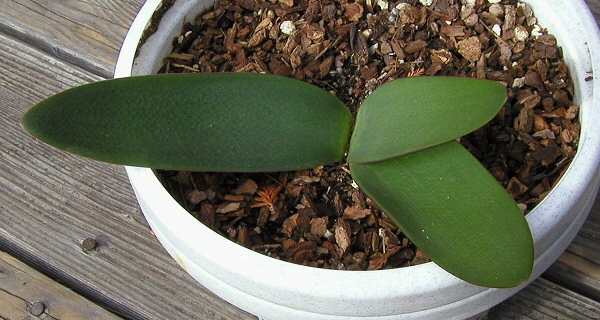
Blätter der Brunsvigia marginata

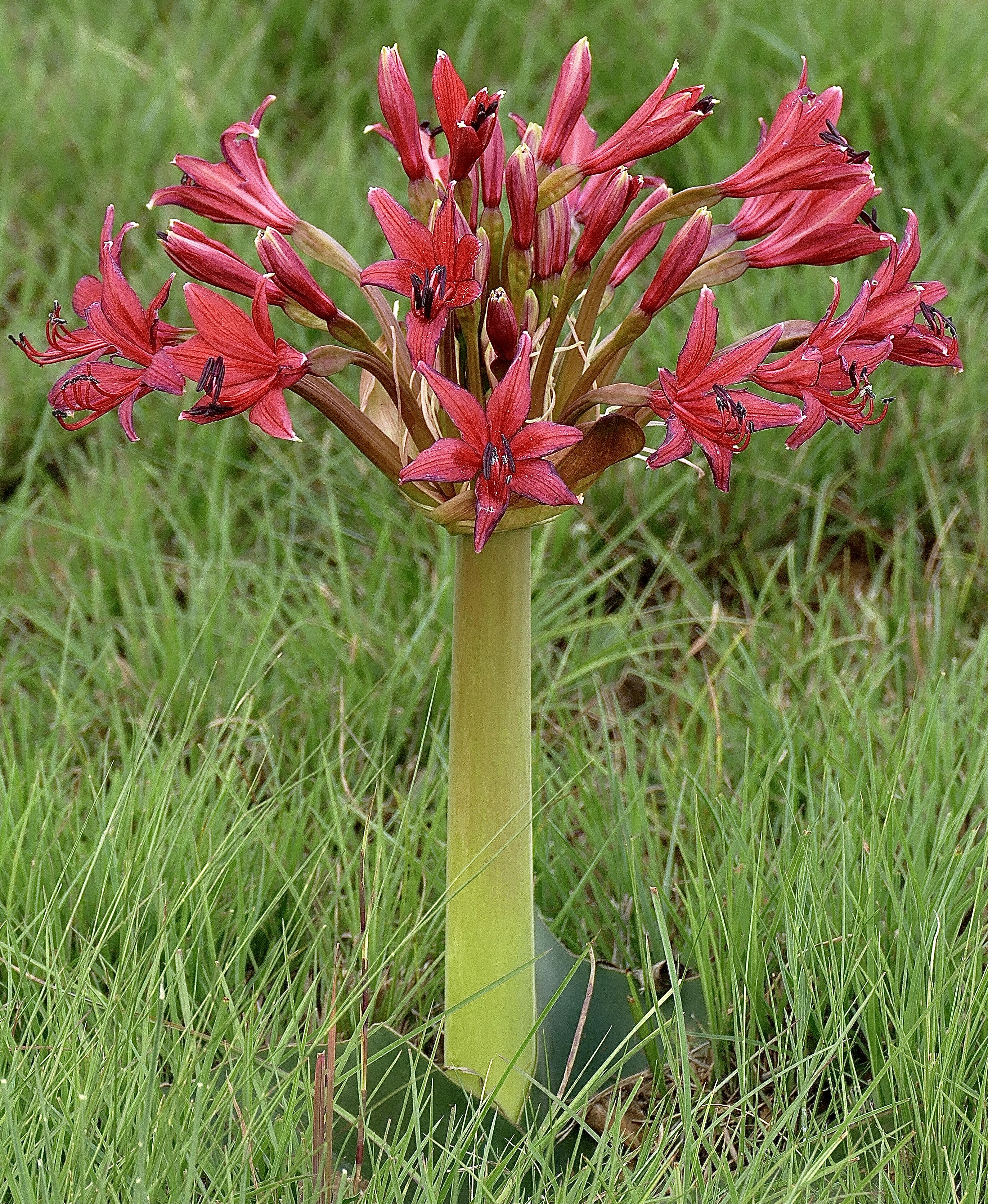
Brunsvigia natalensis

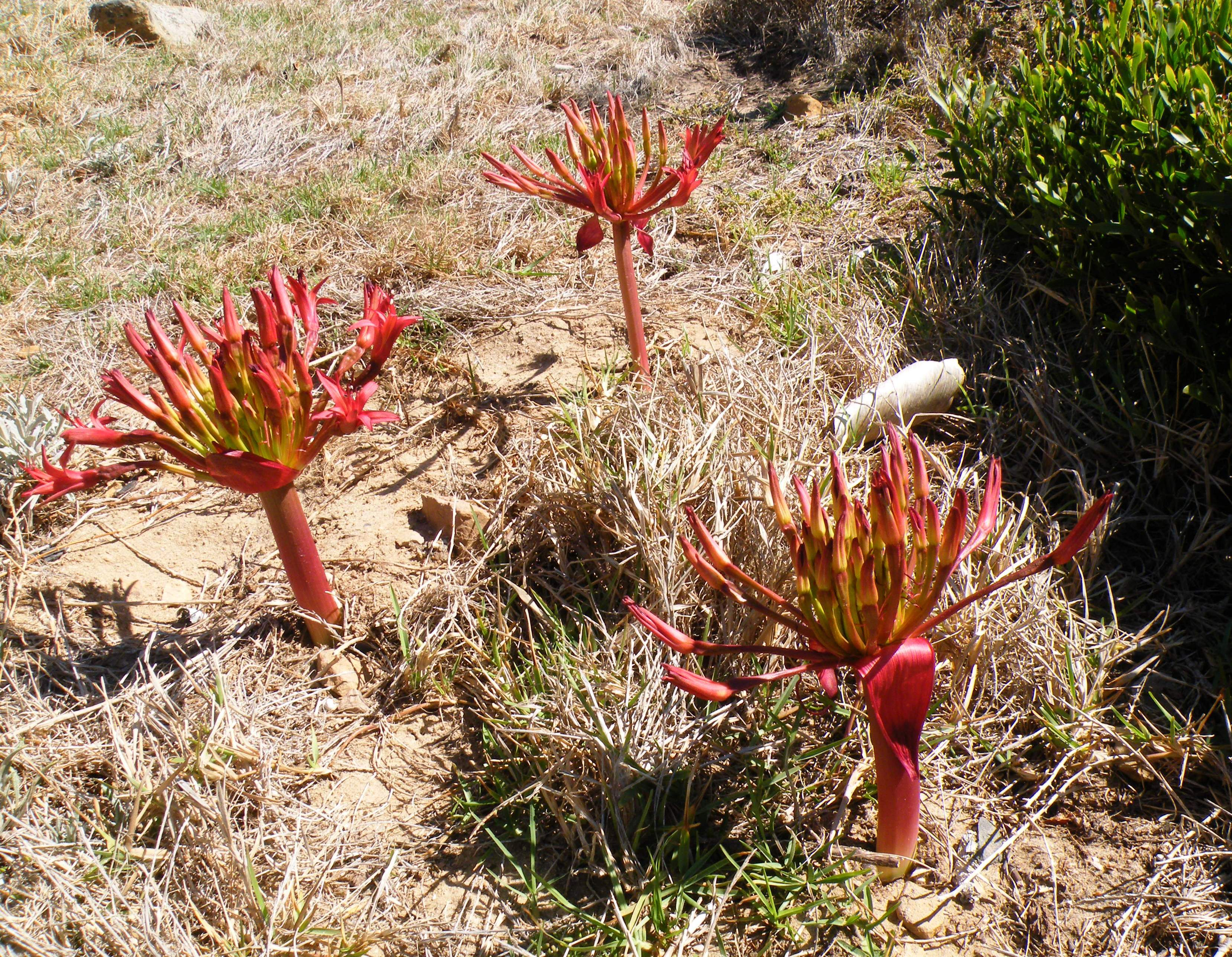
Blütenstände von Brunsvigia orientalis am Naturstandort; sie blüht in blattlosem Zustand

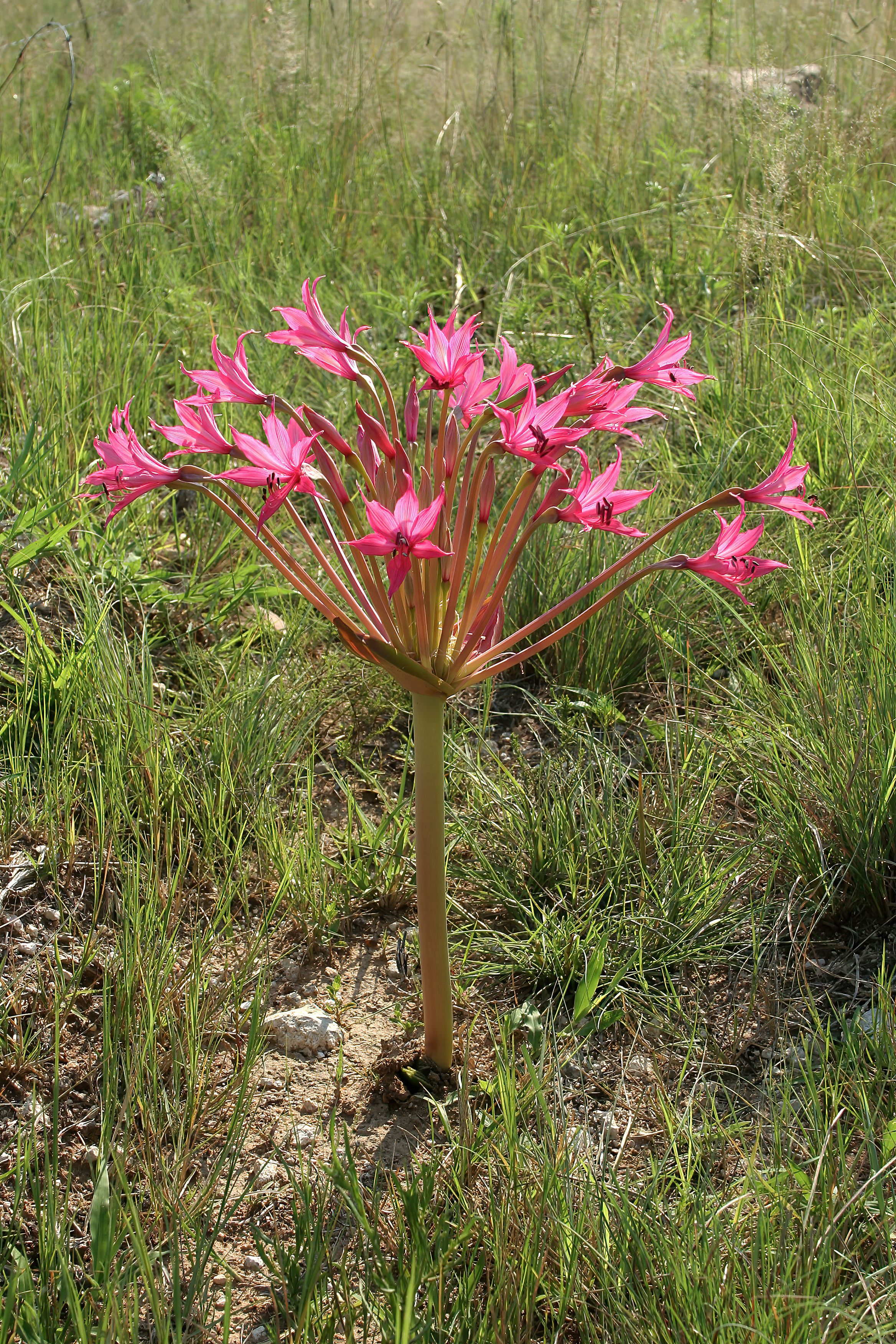
Brunsvigia radulosa

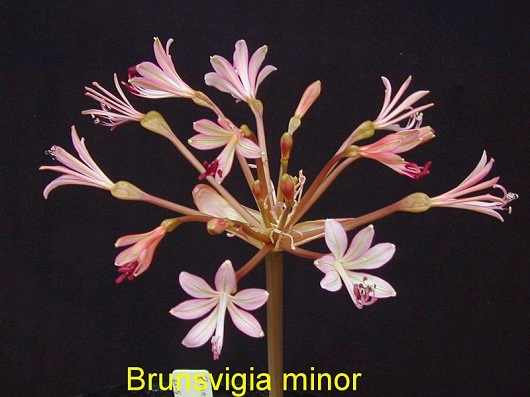
Blütenstand der Brunsvigia striata

## Systematik
Die Gattung Brunsvigia wurde 1755 durch den deutschen Botaniker Lorenz Heister in Beschreibung eines neuen Geschlechts, S. 3, Braunschweig aufgestellt. Der Gattungsname Brunsvigia ehrt den Herzog Karl I. von Braunschweig-Wolfenbüttel, der die Erforschung der Pflanzen, insbesondere der am Kap vorkommenden Art Brunsvigia orientalis, förderte.
Die Gattung Brunsvigia gehört zur Subtribus Strumariinae aus der Tribus Amaryllideae in der Unterfamilie Amaryllidoideae innerhalb der Familie der Amaryllidaceae. Früher wurde sie auch in die Familie der Liliaceae eingeordnet.
Es gibt etwa 21 Brunsvigia-Arten:
- Brunsvigia bosmaniae F.M.Leight.: Sie ist von Namibia bis zu den südafrikanischen Provinzen Nordkap sowie Westkap verbreitet. Sie wird in der Roten Liste der gefährdeten Arten Südafrikas als „least concern“ = „nicht gefährdet“ eingestuft.[5]
- Brunsvigia comptonii W.F.Barker: Sie ist von Bushmanland bis zur Tanqua-Karoo und Laingsburg in den südafrikanischen Provinzen Nordkap sowie Westkap verbreitet. Die Populationen variieren von weniger als 100 Exemplaren an kleinen offenen Standorten bis einigen Tausend Exemplaren entlang saisonalen Überschwemmungsebenen. Sie wird 2013 in der Roten Liste der gefährdeten Arten Südafrikas als „least concern“ = „nicht gefährdet“ eingestuft.[5]
- Brunsvigia elandsmontana Snijman: Sie ist ein Endemit im Fynbos in Elandsberg im Westkap. Sie ist nur von einem Standort auf Übergangsböden zwischen Sandstein und Lehm bekannt. Ähnliche Standorte wurden in den letzten 70 Jahren zu Weizenfeldern umgewandelt. Es sind weniger als 700 Exemplare bekannt und diese sind durch Abgrasen von Wild gefährdet. Sie wird in der Roten Liste der gefährdeten Pflanzenarten Südafrikas als „Critically Endangered“ = „vom Aussterben bedroht“ bewertet.[5]
- Brunsvigia gariepensis Snijman: Sie wurde 2012 aus der Provinz Nordkap erstbeschrieben. Dieser Endemit ist nur von zwei Fundorten im Bushmanland auf Inselbergen zwischen Aggeneys und Pofadder bekannt; vielleicht gibt es auch einen dritten Standort. Sie gedeiht nur auf felsigen quarzitischen Hängen und im Gipfelbereich der Inselberge. Die Bestände des einen Fundortes sind durch Bergbau und die des anderen durch Straßenbau reduziert worden. Sie wurde 2013 in der Roten Liste der gefährdeten Pflanzenarten Südafrikas als „endangered“ = „stark gefährdet“ bewertet.[5]
- Brunsvigia grandiflora Lindl.: Sie ist in den südafrikanischen Provinzen Freistaat, KwaZulu-Natal sowie Mpumalanga verbreitet. Sie wird in der Roten Liste der gefährdeten Arten Südafrikas als „least concern“ = „nicht gefährdet“ eingestuft.[5]
- Brunsvigia gregaria R.A.Dyer: Sie kommt nur in der Provinz Ostkap vor. Die Bestände gelten als stabil. Sie wird in der Roten Liste der gefährdeten Arten Südafrikas als „least concern“ = „nicht gefährdet“ eingestuft.[5]
- Brunsvigia herrei Leight. ex W.F.Barker: Sie kommt vom südlichen Namibia bis nördlichen Namaqualand in der Provinz Nordkap vor. Sie wird in der Roten Liste der gefährdeten Pflanzenarten Südafrikas als „vulnerable“ = „gefährdet“ eingestuft.[5]
- Kaiserin Josephines Brunsvigie (Brunsvigia josephinae (Redouté) Ker Gawl.): Sie kommt von Nieuwoudtville bis Baviaanskloof in der Provinzen Ost- sowie Nordkap vor. Sie wird in der Roten Liste der gefährdeten Pflanzenarten Südafrikas als „vulnerable“ = „gefährdet“ eingestuft.[5]
- Brunsvigia kirkii Baker: Sie ist von Tansania bis Malawi verbreitet.[6]
- Brunsvigia litoralis R.A.Dyer: Sie kommt entlang der Küste vom Great Brak River bis Port Elizabeth im Ost- sowie Westkap vor. Die Bestände in den kleinen voneinander isolierten Fundorten nehmen fortlaufend ab. Sie wurde in der Roten Liste der gefährdeten Pflanzenarten Südafrikas als „endangered“ = „stark gefährdet“ bewertet.[5]
- Brunsvigia marginata (Jacq.) W.T.Aiton: Sie kommt nur im Westkap vor. Die Bestände gelten als stabil. Sie wird in der Roten Liste der gefährdeten Arten Südafrikas als „least concern“ = „nicht gefährdet“ eingestuft.[5]
- Brunsvigia namaquana D.Müll.-Doblies & U.Müll.-Doblies: Sie kommt von Steinkopf und Aggeneys bis Wallekraal sowie Loeriesfontein in der Provinz Nordkap vor. Die Bestände gelten als stabil. Sie wird in der Roten Liste der gefährdeten Arten Südafrikas als „least concern“ = „nicht gefährdet“ eingestuft.[5]
- Brunsvigia natalensis Baker: Sie ist im südlichen Afrika in Lesotho, Eswatini[6] und in den südafrikanischen Provinzen Freistaat, Gauteng, KwaZulu-Natal, Limpopo sowie Mpumalanga verbreitet. Sie wird in der Roten Liste der gefährdeten Arten Südafrikas als „least concern“ = „nicht gefährdet“ eingestuft.[5]
- Brunsvigia orientalis (L.) Aiton ex Eckl.: Sie kommt in der Provinz Westkap vor. Ihre Bestände gelten als stabil. Sie wird in der Roten Liste der gefährdeten Arten Südafrikas als „least concern“ = „nicht gefährdet“ eingestuft.[5]
- Brunsvigia pulchra (W.F.Barker) D.Müll.-Doblies & U.Müll.-Doblies: Von diesem Endemiten sind nur acht Fundorte im nördlichen Namaqualand von Kamiesberg bis Steinkopf in der Provinz Nordkap bekannt. Sie wurde in der Roten Liste der gefährdeten Pflanzenarten Südafrikas als „Rare“ = „selten, aber nicht gefährdet“ bewertet.[5]
- Brunsvigia radula (Jacq.) W.T.Aiton: Dieser Endemit kommt nur bei Knersvlakte in der Provinz Westkap vor. Er ist nur von fünf Fundorten mit insgesamt weniger als 1000 Exemplaren bekannt. Die Bestände nehmen aus vielfältigen Gründen fortlaufend ab. Sie wurde in der Roten Liste der gefährdeten Pflanzenarten Südafrikas als „endangered“ = „stark gefährdet“ bewertet.[5]
- Brunsvigia radulosa Herb.: Sie ist im südlichen Afrika in Botswana, Lesotho und in weiten Teilen Südafrikas verbreitet.[6] Sie wird 2013 in der Roten Liste der gefährdeten Arten Südafrikas als „least concern“ = „nicht gefährdet“ eingestuft.[5]
- Brunsvigia striata (Jacq.) Aiton (Syn.: Brunsvigia minor Lindl.): Sie kommt in der Provinz Ostkap vor. Ihre Bestände gelten als stabil. Sie wird in der Roten Liste der gefährdeten Arten Südafrikas als „least concern“ = „nicht gefährdet“ eingestuft.[5]
- Brunsvigia undulata F.M.Leight.: Diese seltene Art ist nur von sechs Fundorten aus den Mahwaqa-Bergen und südlich von Estcourt in der Provinz KwaZulu-Natal bekannt. Sie wurde in der Roten Liste der gefährdeten Pflanzenarten Südafrikas als „Rare“ = „selten, aber nicht gefährdet“ bewertet.[5]

## Weiterführende Literatur
- R. A. Dyer: A review of the genus Brunsvigia, Plant Life 6, 1950, S. 63–83.
- R. A. Dyer: A review of the genus Brunsvigia Heist. Plant Life 7: 44–64. 1951.
- C. A. Smith: Common names of South African plants. Memoirs of the Botanical Survey of South Africa No. 35. The Government Printer, Pretoria 1966.
- R. S. Adamson, T. A. Salter (eds.): Flora of the Cape Peninsula. Juta, Kapstadt und Johannesburg, 1950.
- John Manning, Peter Goldblatt: Wild flowers of the fairest Cape. Red Roof Design in association with the National Botanical Institute, Kapstadt 2000.
- E. G. Rice, R. H. Compton: Wild flowers of the Cape of Good Hope. The Botanical Society of SA, Kapstadt 1950.
- A. Pauw, S. Johnson: Table Mountain: a natural history. Fernwood Press, 1999.
- G. D. Duncan: Grow bulbs. Kirstenbosch Gardening Series, National Botanical Institute, Kapstadt 2000.